# كازموصورات
الكازموصورات (الاسم العلمي: Chasmosaurinae)، (باليونانية: السحالي المجوفة)، وهي فُصَيْلَة منقرضة من الديناصورات القرناء التي عاشت في غرب أمريكا الشمالية خلال العصر الطباشيري المتأخر في بداية مرحلة الكامباني، وانقرضت جنبا إلى جنب مع جميع الديناصورات الأخرى غير الطيرية خلال حدث انقراض العصر الطباشيري-الباليوجيني. كانت تعتبر من أنجح الحيوانات العاشبة في وقتها.